# Zamek w Morągu
Zamek w Morągu – częściowo zachowany dawny zamek krzyżacki znajdujący się w Morągu w województwie warmińsko-mazurskim w Polsce. Mieści się nad dawnym jeziorem Morąskim.

## Faza gotycka

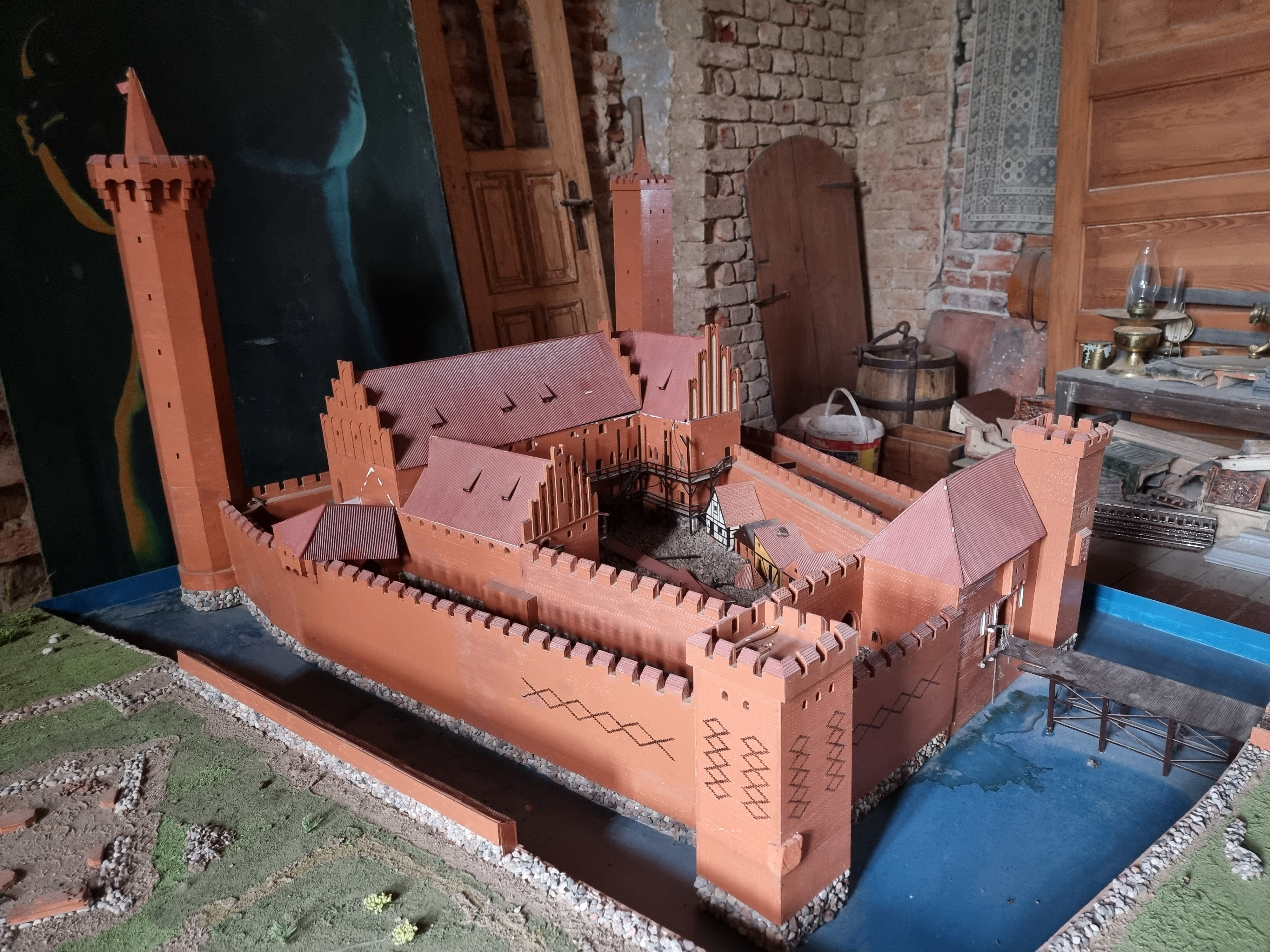
Makieta zamku

Około 1280 roku Zakon krzyżacki zbudował pierwszą fortyfikację drewnianą. Po podjęciu decyzji w 1331 roku o lokalizacji w Morągu siedziby krzyżackiego wójta rozpoczęto trwającą kilkadziesiąt lat budowę zamku murowanego. Została ona zakończona ok. 1380 r. W rezultacie powstało założenie składające się z głównego domu, bramy, wieży kwadratowej, wieży głównej na planie wielokątnym oraz podwójnego obwodu murów obronnych, wzdłuż których prowadziła droga na dziedziniec. W późniejszym okresie do głównego domu zamkowego dobudowano dwa skrzydła boczne, przez co zabudowania uzyskały rzut w kształcie litery „U” z wysoką wieżą w narożniku. Całość założenia otaczała mokra fosa połączona z jeziorem. Wbrew starszej literaturze zamek ten nigdy nie był siedzibą komturów. W czasie wojny w 1414 roku zamek zdobyły wojska polskie. Ponownie zamek został zdobyty przez oddziały propolskiego Związku Pruskiego podczas wojny trzynastoletniej.
W dniu 2 stycznia 1470 roku na zamku zmarł wielki mistrz Heinrich Reuss von Plauen. Po Traktacie krakowskim zamek stał się siedzibą starostów książęcych.

## Faza renesansowa
W XVI wieku starostwo objął Piotr zu Dohna, którego potomkowie na dłuższy czas pełnili tę funkcję. Starosta Jerzy Fryderyk zu Dohna w 1584 roku przeprowadził przebudowę zamku, którą kierował architekt Blasius Berwart. Powstał wtedy istniejący dzisiaj budynek z nową bramą, którego wnętrza ozdobiono renesansowym stropem.

## Ruina zamku
Pod koniec XVI wieku Achacy zu Dohna rozpoczął budowę dla siebie w obrębie murów miejskich nowej rezydencji, co spowodowało, że krzyżacki zamek przestał pełnić dawną rolę i nie był już utrzymywany w należytym stanie technicznym. W 1616 roku zawaliła się główna wieża zamkowa.
Zamek zaniedbany przez władze pruskie w XVIII wieku uległ ruinie. W 1815 roku częściowo został rozebrany. Zachowało się jedno północno-zachodnie renesansowe skrzydło, fragment gotyckiej bramy z XIV wieku i przejazd bramny z XVI wieku oraz mury przyziemia. Budynek początkowo pełnił funkcję szkoły, a następnie magazynu. W budynku zachowały się XVI-wieczne polichromie na stropach.

## Czasy współczesne
Od 2001 roku obszar zamku należy do prywatnego właściciela, który odgruzował i zabezpieczył część zachowanych murów. Podczas prac odsłonięto wspomniany bogato malowany strop i dawną gotycką bramę. Odkopanie fundamentów innych zabudowań pozwoliło poznać pierwotny kształt warowni. W planach jest zrekonstruowanie wieży głównej (ostatecznej obrony), budowa nowego skrzydła od strony kościoła oraz rekonstrukcja mostku zwodzonego prowadzącego niegdyś do kościoła parafialnego. Według stanu na rok 2023 prace posuwają się jednak niezwykle wolno.